# Sofie Zamchick
Sofie Zamchick (2 de abril de 1994) es una cantante/cantautora folk-pop y actriz estadounidense conocida por ser la voz de Linny la Cobaya en la serie de televisión animada para niños, Las mascotas maravilla. Zamchick actualmente asiste a la Tisch School of the Arts en Universidad de Nueva York. Muy versátil, toca la marimba, la guitarra, el piano y otros varios instrumentos de percusión.
Zamchick creció en Tenafly, Nueva Jersey. Asistió al Tenafly High School.

## Interpretación
Zamchick ha actuado y cantado en anuncios, cortos, series de televisión y películas. A la temprana edad de 7 años, ya había aparecido en tres producciones del Metropolitan Opera y cantado para Cremaster 3, de Matthew Barney. Las telenovelas fueron Rusalka, Marriage of Figaro, y La Juive. También interpretó a un gatito llamado TJ en el programa de Nick Jr, Whoopi's Littleburg. Sus obras más destabables incluyen The Rape of the Sabine Women, Blood into Flames, y 89 Seconds at Alcázar. También apareció en un anuncio de Virgin Mobile con el músico Wyclef Jean.

### Las mascotas maravilla
Zamchick da voz al personaje principal, Linny la Cobaya, en la serie ganadora del Emmy Las mascotas maravilla. Linny a menudo proporciona información zoológica y geográfica a otros. Su frase pegadiza es "¡Esto pide algo de apio!", normalmente dicha al final de cada aventura.